# Top coiffure
 (juillet 2021).
Si vous disposez d'ouvrages ou d'articles de référence ou si vous connaissez des sites web de qualité traitant du thème abordé ici, merci de compléter l'article en donnant les références utiles à sa vérifiabilité et en les liant à la section « Notes et références ».
Top coiffure (Shear Genius en version originale) est une émission de télé-réalité américaine diffusée sur la chaîne Bravo entre le 11 avril 2007 et le 7 avril 2010 et qui a pour thème une compétition entre coiffeurs. Le concours voit après chaque semaine un des coiffeurs être éliminé jusqu'au gagnant final. L'émission fut présentée par Jaclyn Smith pour la saison 1 et 2, et par Camila Alves pour la saison 3.
La première saison fut diffusée en avril et mai 2007. Devant son succès, l'émission fut reconduite et la saison 2 fut diffusée en juin 2008. Parmi les juges de la première saison, furent présents Sally Hershberger et Michael Carl accompagnés chaque semaine d'un juge invité. La seconde saison se déroula sous les yeux de Kim Vo et Kelly Atterton avec Jonathan Antin. À noter également la présence de Rene Fris et Orlando Pita comme coachs.
En France, le programme est diffusé sur la chaîne Téva.

## Format

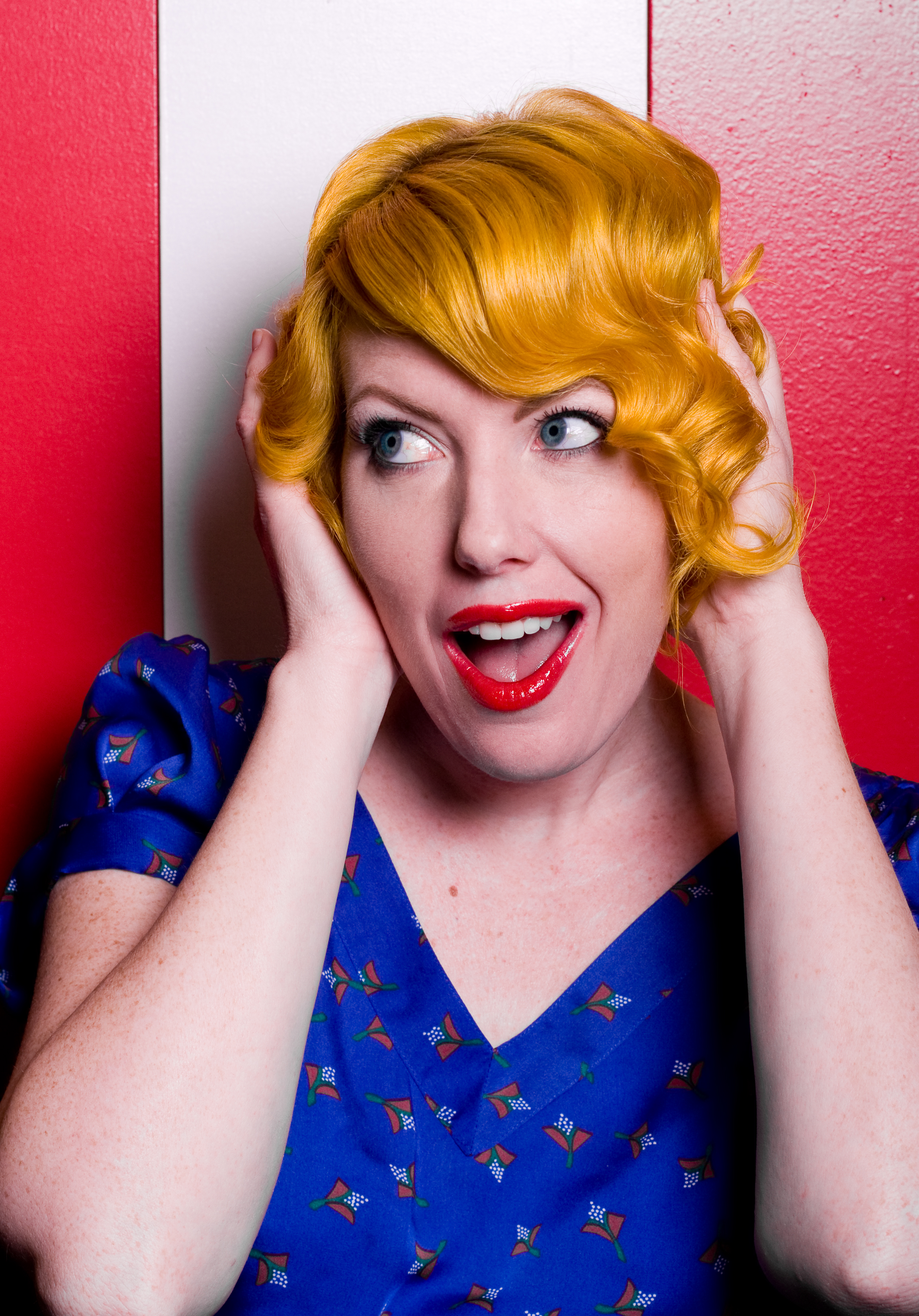
Brig Van Osten, la gagnante de la troisième saison.

Top coiffure utilise le même format que des programmes comme Projet haute couture ou Top Chef.  
Chaque épisode comprend deux challenges. Le premier, appelé « Shortcut Challenge » est une épreuve de style qui permet surtout de déterminer la personne qui remportera un avantage pour le second challenge. Ce dernier est plus important puisque c'est à son issue qu'a lieu l'élimination. Le gagnant du « Challenge Elimination » voit sa création être mise à l'honneur à la une du magazine Allure.